# Kwesi Boakye
Kwesi Nii-Lante Boakye (24 de julio de 1998) es un actor de voz y cantante estadounidense.

## Biografía
Él es el más joven de tres hermanos que también son actores, Kwame Boateng de 18 años y Kofi Siriboe de 19 años. Su familia es originaria de Ghana.

## Filmografía
| Películas | Películas                      | Películas          | Películas            |
| Año       | Programa                       | Rol                | Notas                |
| --------- | ------------------------------ | ------------------ | -------------------- |
| 2006      | Happy Feet                     | Voz adicional      | Voz                  |
| 2007      | If I Had Known I Was a Genius  | Niño               | Cameo                |
| 2009      | La Princesa y el Sapo          | Reparte periodicós | Voz                  |
| 2009      | I Can Do Bad All By Myself     | Manny              | Coprotagonista       |
| 2010      | Día de los enamorados          | Futbolista         | Cameo                |
| 2013      | Unconditional                  | Macon              | Coprotagonista       |
| Series    |                                |                    |                      |
| Año       | Programa                       | Rol                | Notas                |
| 2005      | Strong Medicine                | Lavonne            | 1 Episodio           |
| 2005-2007 | Days of Our Lives              | Artemis / Scott    | Personaje Secundario |
| 2007      | Hasta que la muerte nos separe | Niño               | Cameo                |
| 2006-2007 | Day Break                      | James Mathis       | 5 Episodios          |
| 2008      | Ni Hao, Kai-Lan                | Hoppy              | Voz                  |
| 2008      | Justicia Ciega                 | Turnip             | 1 Episodio           |
| 2009-2011 | Men of a Certain Age           | Jamie Thoreau      | Recurrente           |
| 2010      | Oso: Agente Especial           | Adrew              | 1 Episodio           |
| 2011      | Hawaii Five-0                  | Kevin              | 1 Episodio           |
| 2011      | El mentalista                  | Anthony Rome       | 1 Episodio           |
| 2011-2012 | Community                      | Elijah Bennett     | 2 Episodios          |
| 2011-2013 | El Show de los Looney Tunes    | Gossamer           | Voz / Recurrente     |
| 2011-2013 | El Increíble Mundo de Gumball  | Darwin Watterson   | Voz / Protagonista   |
| 2012      | Touch                          | Farai              | 1 Episodio           |